# Biod Ruadh
Biod Ruadh is een berg op het eiland Skye in Schotland. De berg is 280 meter hoog en ligt naast de Hebridenzee. Op de berg ontspringen twee zijtakken van de Sleadale Burn.